# Systasis dalbergiae
Systasis dalbergiae är en stekelart som beskrevs av Mani 1942. Systasis dalbergiae ingår i släktet Systasis och familjen puppglanssteklar. Inga underarter finns listade i Catalogue of Life.